# Жудерский
Жудерский — посёлок в Хотынецком районе Орловской области России. Входит в состав Хотимль-Кузмёнковского сельского поселения.

## Географическое положение
Посёлок Жудерский расположен примерно в 16 км к северо-западу от центра посёлка Хотынец. Посёлок является административным центром национального парка Орловское Полесье.

## История
Жудерский возник в конце 40-х, начале 50-х годов XX века как посёлок при торфоразработках. Название получил от расположенной южнее деревни Жудре. На местном диалекте словом "жуда" называют комаров, слепней и других кровососущих насекомых.
Торф с места добычи по узкоколейной железной дороге, построенной в 1954 году, перевозился на Брянскую ГРЭС в посёлок Белые Берега. Добыча торфа прекратилась в 1970-х годах, узкоколейная дорога была разобрана.
С образованием в 1994 году национального парка Орловское Полесье посёлок стал его административным центром.

## Население
| 2002 | 2010 |
| ---- | ---- |
| 308  | ↗318 |

## Транспорт и связь
Посёлок обслуживает сельское отделение почтовой связи Жудре (индекс 303943).

## Достопримечательности
В посёлке расположен зоовольерный комплекс с различными животными.
Ежегодно в посёлке проходит праздник «Троицкие хороводы» (с 2019 года во Льговe).